# تاريخ البريد والطوابع البريدية في مصر

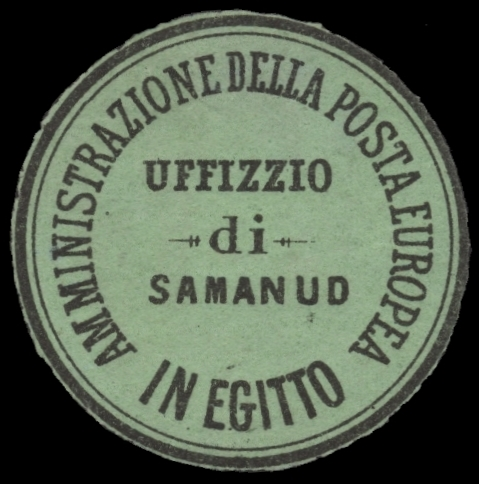
طابع بريدى من مؤسسة البوستا الأوروبية لعام 1864.

هذا مسح لتاريخ البريد والطوابع البريدية في مصر

## عصر ما قبل الطوابع
استعملت الطوابع لأول مرة في مصر خلال فترة الحملة الفرنسية على مصر 1798-1800. وكانت تُعرف بالطوابع أحادية الخط في «الإسكندرية» و «القاهرة».

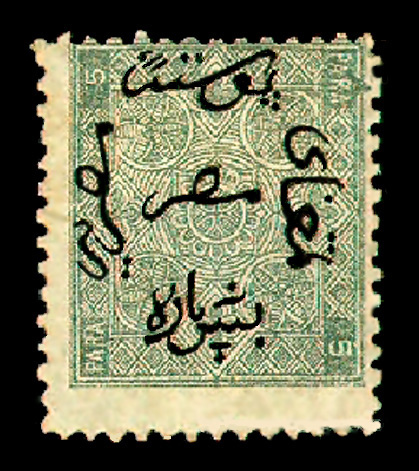
طابع من مصر عام 1866.

أنشأ الإيطالي كارلو ماراتي أول نظام بريدي في مصر عام 1821. وكانت هذه مؤسسة خاصة سميت في عام 1842 البوستا الأوروبية. في عام 1857 فرضت الحكومة المصرية عقوبات على جميع الخدمات البريدية الداخلية. تم شراء هذا الامتياز من قبل الحكومة المصرية. وفي 1 يناير 1865، سيطرت الحكومة على هذه الخدمة  عندما اشترى الخديوي إسماعيل البوستا الأوروبية التي كان لها 19 مكتب بمصر. وقد نمت ليصبح عدد مكاتبها 28 فرعاً بنهاية عام 1865.

## الطوابع الأولى

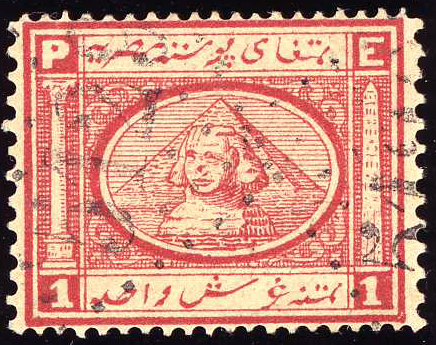
طابع مصر عام 1867.

صدرت الطوابع المصرية الأولى في 1 يناير 1866. ظهر أول إصدار عام 1867 عليه أهرامات الجيزة وأبو الهول. تم إدراج الطوابع الصادرة عام 1872 باللغة الإيطالية وانضمت مصر إلى الاتحاد البريدي العالمي عام 1875. من عام 1879 تم نقش الطوابع بالفرنسية.

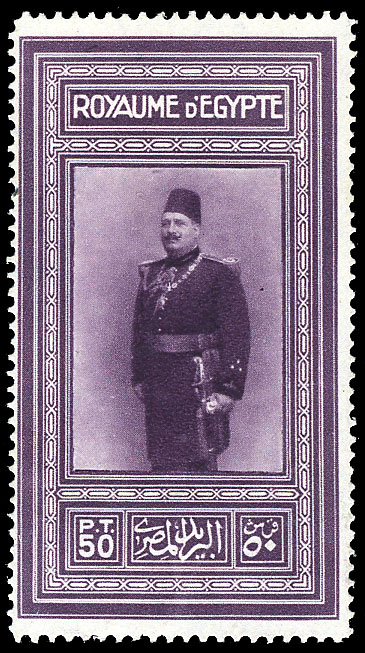
طابع من مصر عام 1926 يصور فؤاد الأول.

## فترة الملكية
حصلت مصر على استقلالية اسمية عن الإمبراطورية البريطانية كمملكة مصرية في عام 1922وأصبح فؤاد الأول ملكًا لمصر.

## فترة الجمهورية
في أعقاب ثورة 1952 أعلنت مصر نفسها جمهورية في عام 1953.

## الجمهورية العربية المتحدة
في عام 1958 اندمجت مصر مع سوريا لتشكيل الجمهورية العربية المتحدة. تم تسمية الطوابع باسم الجمهورية العربية المتحدة. بعد انسحاب سوريا من الاتحاد عام 1961 احتفظت مصر باسم الجمهورية العربية المتحدة حتى عام 1971

## مكاتب البريد المصري في الدول الأجنبية
فتح البريد المصري مكاتب بريد له في السودان والإمبراطورية العثمانية وشرق إفريقيا. ولم تستخدم الطوابع الخاصة فقط بل الطوابع المصرية العادية.

### السودان
وفقًا للسجلات تم فتح 27 مكتب بريد في السودان. كانت الطوابع المصرية قيد الاستخدام في السودان بين عامي 1867 و 1897.

### الإمبراطورية العثمانية
افتتح ما يقرب من 20 مكتب بريد في الإمبراطورية العثمانية في تركيا واليونان ولبنان والسعودية وفلسطين و[[سوريا]،] وعملت لبضع سنوات فقط بين عامي 1865 و 1881.
في عام 1865، أسست شركة توزيع البريد المحلية في اسطنبول لتوزيع البريد القادم إلى المدينة والذي لم يرسل باللغة العربية لأن موظفي خدمة البريد العثمانية لم يتمكنوا من قراءة الأبجدية اللاتينية. في عام 1866 تم إنشاء خدمة ثانية نيابة عن مكتب البريد المصري الذي يعمل في المدينة لحل نفس المشكلة. كلتا الخدمتين لم تدم طويلا.

### شرق أفريقيا
افتتحت أربعة مكاتب بريد في ما يعرف الآن بالصومال وواحد في إريتريا الحالية. ولقد كانت مفتوحة بين عامي 1867 و 1885.

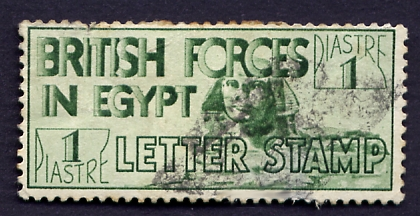
طابع بريدي عسكري تستخدمه القوات البريطانية في مصر.

## قضايا فلسطين
قدمت مصر الطوابع البريدية لغزة بين عامي 1948 و 1967. في 5 مايو 1948، أنشأت مصر خدمات بريدية وأصدرت مطبوعات للطوابع المصرية مع فلسطين باللغتين العربية والإنجليزية.

## قضايا شركة قناة السويس
تم إصدار الطوابع من شركة قناة السويس في عام 1868 للخدمات البريدية بين بورسعيد والسويس قبل دمج الخدمة في الخدمات البريدية المصرية

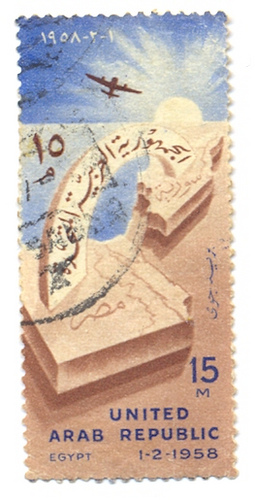
طابع عام 1958 مختوم علىه "الجمهورية العربية المتحدة".

## مكاتب البريد الأجنبية في مصر
كانت تعمل مكاتب البريد البريطانية والفرنسية والإيطالية والنمساوية والروسية واليونانية على الأراضي المصرية، وخاصة في الإسكندرية وبورسعيد.

### القوات البريطانية في مصر
استخدمت القوات البريطانية الطوابع الخاصة المسجلة في القوات البريطانية في مصر بعد احتلال مصر من عام 1932 حتى عام 1941.

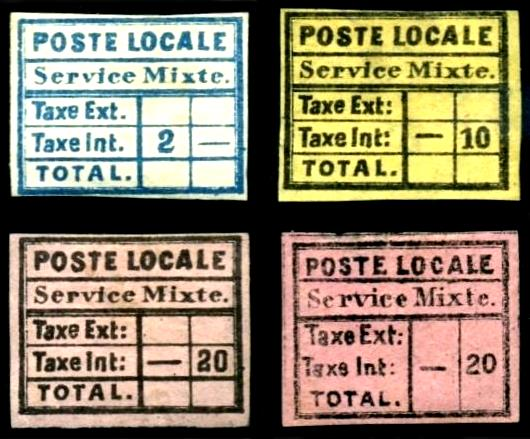
طوابع محلية لعام 1866 للخدمة البريدية المصرية في اسطنبول.

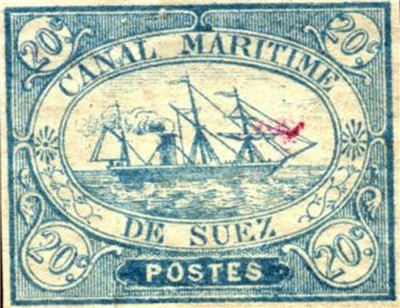
طابع 1868 تستخدمه القوات البريطانية في مصر.

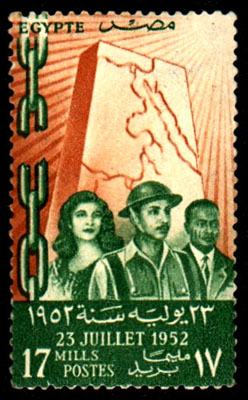
طابع عام 1952 بمناسبة الثورة.